# Großer Preis von Australien 1988
Der Große Preis von Australien 1988 (offiziell LIII Foster's Australian Grand Prix) fand am 13. November auf dem Adelaide Street Circuit in Adelaide statt und war das 16. und letzte Rennen der Formel-1-Weltmeisterschaft 1988.

## Berichte

### Hintergrund
Vor dem vorerst letzten Formel-1-Rennen, in dem Turbomotoren zugelassen waren, war die Weltmeisterschaft bereits zugunsten von Ayrton Senna und McLaren entschieden. Das Team musste sich derweil gegen einen Vorwurf von FISA-Präsident Jean-Marie Balestre wehren, wonach sein Landsmann Alain Prost im Kampf um den WM-Titel benachteiligt worden sei.
Mit Gerhard Berger und Prost (jeweils einmal) traten zwei ehemalige Sieger zu diesem Grand Prix an.

### Training
Senna erreichte seine 13. Pole-Position des Jahres am 16. Rennwochenende. Prost folgte wie so oft auf dem zweiten Startplatz. Dahinter bildete Nigel Mansell in seinem vorerst letzten Rennen für Williams zusammen mit seinem künftigen Ferrari-Teamkollegen Berger die zweite Reihe vor Nelson Piquet und Riccardo Patrese, der an diesem Wochenende mit 176 Grand-Prix-Teilnahmen den damals gültigen Rekord von Jacques Laffite einstellte.

### Rennen
Da Senna schlecht startete, übernahm Prost die Führung. Im Duell um den zweiten Platz gegen Senna verschätzte sich Mansell leicht, sodass Berger und Piquet an ihm vorbeiziehen konnten. Weiter hinten im Feld kollidierten Michele Alboreto und Alex Caffi.
Die erste Phase des Rennens dominierte Berger, der in der dritten Runde an Senna vorbeizog und sukzessive den Rückstand auf Prost verkürzte. Diesen überholte er in Runde 14. Allerdings fuhr Berger seit dem Start mit vollem Turbo-Ladedruck und es wäre ihm durch den hohen Benzinverbrauch nicht möglich gewesen, das Rennen zu beenden. Dies entsprach der Strategie von Ferrari, den Fans eine gute Show zu bieten, um bis zum Ausscheiden konkurrenzfähig zu den McLaren zu wirken. Beim Versuch, René Arnoux zu überrunden, provozierte Berger eine Kollision mit diesem und schied aus, wodurch Prost in der 26. Runde zurück an die Spitze gelangte, die er fortan bis ins Ziel verteidigte. Mit mehr als einer halben Minute Rückstand erreichte Senna als Zweiter das Ziel vor Piquet. Patrese wurde Vierter vor Thierry Boutsen und Ivan Capelli.
McLaren beendete die Saison 1988 mit dem 15. Sieg im 16. Rennen. Zehn der Erfolge waren in Form von Doppelsiegen errungen worden.

## Meldeliste
| Team                           | Nr. | Fahrer                | Chassis           | Motor                    | Reifen |
| ------------------------------ | --- | --------------------- | ----------------- | ------------------------ | ------ |
| Camel Team Lotus Honda         | 01  | Nelson Piquet         | Lotus 100T        | Honda RA168E 1.5 V6t     | G      |
| Camel Team Lotus Honda         | 02  | Satoru Nakajima       | Lotus 100T        | Honda RA168E 1.5 V6t     | G      |
| Tyrrell Racing Organisation    | 03  | Jonathan Palmer       | Tyrrell 017       | Ford Cosworth DFZ 3.5 V8 | G      |
| Tyrrell Racing Organisation    | 04  | Julian Bailey         | Tyrrell 017       | Ford Cosworth DFZ 3.5 V8 | G      |
| Canon Williams Team            | 05  | Nigel Mansell         | Williams FW12     | Judd CV 3.5 V8           | G      |
| Canon Williams Team            | 06  | Riccardo Patrese      | Williams FW12     | Judd CV 3.5 V8           | G      |
| West Zakspeed Racing           | 09  | Piercarlo Ghinzani    | Zakspeed 881      | Zakspeed 1500/4 1.5 L4t  | G      |
| West Zakspeed Racing           | 10  | Bernd Schneider       | Zakspeed 881      | Zakspeed 1500/4 1.5 L4t  | G      |
| Honda Marlboro McLaren         | 11  | Alain Prost           | McLaren MP4/4     | Honda RA168E 1.5 V6t     | G      |
| Honda Marlboro McLaren         | 12  | Ayrton Senna          | McLaren MP4/4     | Honda RA168E 1.5 V6t     | G      |
| AGS Racing                     | 14  | Philippe Streiff      | AGS JH23          | Ford Cosworth DFZ 3.5 V8 | G      |
| Leyton House March Racing Team | 15  | Maurício Gugelmin     | March 881         | Judd CV 3.5 V8           | G      |
| Leyton House March Racing Team | 16  | Ivan Capelli          | March 881         | Judd CV 3.5 V8           | G      |
| USF&G Arrows Megatron          | 17  | Derek Warwick         | Arrows A10B       | Megatron M12/13 1.5 L4t  | G      |
| USF&G Arrows Megatron          | 18  | Eddie Cheever         | Arrows A10B       | Megatron M12/13 1.5 L4t  | G      |
| Benetton Formula Ltd           | 19  | Alessandro Nannini    | Benetton B188     | Ford Cosworth DFR 3.5 V8 | G      |
| Benetton Formula Ltd           | 20  | Thierry Boutsen       | Benetton B188     | Ford Cosworth DFR 3.5 V8 | G      |
| Osella Squadra Corse           | 21  | Nicola Larini         | Osella FA1L       | Osella 890T 1.5 V8t      | G      |
| Rial Racing                    | 22  | Andrea de Cesaris     | Rial ARC1         | Ford Cosworth DFZ 3.5 V8 | G      |
| Lois Minardi Team              | 23  | Pierluigi Martini     | Minardi M188      | Ford Cosworth DFZ 3.5 V8 | G      |
| Lois Minardi Team              | 24  | Luis Pérez-Sala       | Minardi M188      | Ford Cosworth DFZ 3.5 V8 | G      |
| Ligier Loto                    | 25  | René Arnoux           | Ligier JS31       | Judd CV 3.5 V8           | G      |
| Ligier Loto                    | 26  | Stefan Johansson      | Ligier JS31       | Judd CV 3.5 V8           | G      |
| Scuderia Ferrari SpA SEFAC     | 27  | Michele Alboreto      | Ferrari F1-87/88C | Ferrari 033E 1.5 V6t     | G      |
| Scuderia Ferrari SpA SEFAC     | 28  | Gerhard Berger        | Ferrari F1-87/88C | Ferrari 033E 1.5 V6t     | G      |
| Larrousse Calmels              | 29  | Pierre-Henri Raphanel | Lola LC88         | Ford Cosworth DFZ 3.5 V8 | G      |
| Larrousse Calmels              | 30  | Philippe Alliot       | Lola LC88         | Ford Cosworth DFZ 3.5 V8 | G      |
| Coloni SpA                     | 31  | Gabriele Tarquini     | Coloni FC188      | Ford Cosworth DFZ 3.5 V8 | G      |
| EuroBrun Racing                | 32  | Oscar Larrauri        | EuroBrun ER188    | Ford Cosworth DFZ 3.5 V8 | G      |
| EuroBrun Racing                | 33  | Stefano Modena        | EuroBrun ER188    | Ford Cosworth DFZ 3.5 V8 | G      |
| BMS Scuderia Italia            | 36  | Alex Caffi            | Dallara F188      | Ford Cosworth DFZ 3.5 V8 | G      |

## Klassifikationen

### Qualifying
| Pos. | Fahrer                | Konstrukteur    | Vorqualifikation | Vorqualifikation  | 1. Qualifikationstraining | 1. Qualifikationstraining | 2. Qualifikationstraining | 2. Qualifikationstraining | Start |
| Pos. | Fahrer                | Konstrukteur    | Zeit             | Ø-Geschwindigkeit | Zeit                      | Ø-Geschwindigkeit         | Zeit                      | Ø-Geschwindigkeit         | Start |
| ---- | --------------------- | --------------- | ---------------- | ----------------- | ------------------------- | ------------------------- | ------------------------- | ------------------------- | ----- |
| 01   | Ayrton Senna          | McLaren-Honda   | –                | –                 | 1:18,332                  | 173,722 km/h              | 1:17,748                  | 175,027 km/h              | 01    |
| 02   | Alain Prost           | McLaren-Honda   | –                | –                 | 1:18,179                  | 174,062 km/h              | 1:17,880                  | 174,730 km/h              | 02    |
| 03   | Nigel Mansell         | Williams-Judd   | –                | –                 | 1:19,427                  | 171,327 km/h              | 1:19,508                  | 171,153 km/h              | 03    |
| 04   | Gerhard Berger        | Ferrari         | –                | –                 | 1:20,019                  | 170,060 km/h              | 1:19,517                  | 171,133 km/h              | 04    |
| 05   | Nelson Piquet         | Lotus-Honda     | –                | –                 | 1:20,477                  | 169,092 km/h              | 1:19,535                  | 171,094 km/h              | 05    |
| 06   | Riccardo Patrese      | Williams-Judd   | –                | –                 | 1:19,925                  | 170,260 km/h              | 1:19,998                  | 170,104 km/h              | 06    |
| 07   | Derek Warwick         | Arrows-Megatron | –                | –                 | 1:20,086                  | 169,917 km/h              | 1:20,495                  | 169,054 km/h              | 07    |
| 08   | Alessandro Nannini    | Benetton-Ford   | –                | –                 | 1:20,331                  | 169,399 km/h              | 1:20,182                  | 169,714 km/h              | 08    |
| 09   | Ivan Capelli          | March-Judd      | –                | –                 | 1:21,136                  | 167,718 km/h              | 1:20,459                  | 169,130 km/h              | 09    |
| 10   | Thierry Boutsen       | Benetton-Ford   | –                | –                 | 1:21,114                  | 167,764 km/h              | 1:20,486                  | 169,073 km/h              | 10    |
| 11   | Alex Caffi            | Dallara-Ford    | 1:21,519         | 166,930 km/h      | 1:20,781                  | 168,455 km/h              | 1:20,881                  | 168,247 km/h              | 11    |
| 12   | Michele Alboreto      | Ferrari         | –                | –                 | 1:20,844                  | 168,324 km/h              | 1:20,964                  | 168,075 km/h              | 12    |
| 13   | Satoru Nakajima       | Lotus-Honda     | –                | –                 | 1:21,542                  | 166,883 km/h              | 1:20,852                  | 168,308 km/h              | 13    |
| 14   | Pierluigi Martini     | Minardi-Ford    | –                | –                 | 1:21,905                  | 166,144 km/h              | 1:21,133                  | 167,725 km/h              | 14    |
| 15   | Andrea de Cesaris     | Rial-Ford       | –                | –                 | 1:21,944                  | 166,065 km/h              | 1:21,164                  | 167,661 km/h              | 15    |
| 16   | Philippe Streiff      | AGS-Ford        | –                | –                 | 1:22,170                  | 165,608 km/h              | 1:21,262                  | 167,458 km/h              | 16    |
| 17   | Jonathan Palmer       | Tyrrell-Ford    | –                | –                 | 1:21,959                  | 166,034 km/h              | 1:21,307                  | 167,366 km/h              | 17    |
| 18   | Eddie Cheever         | Arrows-Megatron | –                | –                 | 1:21,393                  | 167,189 km/h              | 1:21,514                  | 166,941 km/h              | 18    |
| 19   | Maurício Gugelmin     | March-Judd      | –                | –                 | 1:21,871                  | 166,213 km/h              | 1:21,554                  | 166,859 km/h              | 19    |
| 20   | Stefano Modena        | EuroBrun-Ford   | 1:21,901         | 166,152 km/h      | 1:21,972                  | 166,008 km/h              | 1:21,856                  | 166,243 km/h              | 20    |
| 21   | Luis Pérez-Sala       | Minardi-Ford    | –                | –                 | 1:23,022                  | 163,908 km/h              | 1:21,893                  | 166,168 km/h              | 21    |
| 22   | Stefan Johansson      | Ligier-Judd     | –                | –                 | 1:23,417                  | 163,132 km/h              | 1:21,988                  | 165,976 km/h              | 22    |
| 23   | René Arnoux           | Ligier-Judd     | –                | –                 | 1:23,547                  | 162,878 km/h              | 1:22,028                  | 165,895 km/h              | 23    |
| 24   | Philippe Alliot       | Lola-Ford       | –                | –                 | 1:22,420                  | 165,106 km/h              | 1:22,211                  | 165,525 km/h              | 24    |
| 25   | Oscar Larrauri        | EuroBrun-Ford   | 1:24,634         | 160,786 km/h      | 1:23,413                  | 163,140 km/h              | 1:22,213                  | 165,521 km/h              | 25    |
| 26   | Piercarlo Ghinzani    | Zakspeed        | –                | –                 | 1:22,348                  | 165,250 km/h              | 1:22,721                  | 164,505 km/h              | 26    |
| DNQ  | Gabriele Tarquini     | Coloni-Ford     | 1:22,022         | 165,907 km/h      | 1:23,650                  | 162,678 km/h              | 1:22,393                  | 165,160 km/h              | –     |
| DNQ  | Julian Bailey         | Tyrrell-Ford    | –                | –                 | 1:23,530                  | 162,912 km/h              | 1:22,529                  | 164,887 km/h              | –     |
| DNQ  | Pierre-Henri Raphanel | Lola-Ford       | –                | –                 | 1:23,393                  | 163,179 km/h              | 1:22,733                  | 164,481 km/h              | –     |
| DNQ  | Bernd Schneider       | Zakspeed        | –                | –                 | 1:24,221                  | 161,575 km/h              | 1:23,025                  | 163,902 km/h              | –     |
| DNPQ | Nicola Larini         | Osella          | 1:28,440         | 153,867 km/h      | keine Zeit                | –                         | keine Zeit                | –                         | –     |

### Rennen
| Pos. | Fahrer             | Konstrukteur    | Runden | Stopps | Zeit        | Start | Schnellste Runde |
| ---- | ------------------ | --------------- | ------ | ------ | ----------- | ----- | ---------------- |
| 01   | Alain Prost        | McLaren-Honda   | 82     | 0      | 1:53:14,676 | 02    | 1:21,216         |
| 02   | Ayrton Senna       | McLaren-Honda   | 82     | 0      | + 36,787    | 01    | 1:21,668         |
| 03   | Nelson Piquet      | Lotus-Honda     | 82     | 0      | + 47,546    | 05    | 1:21,502         |
| 04   | Riccardo Patrese   | Williams-Judd   | 82     | 0      | + 1:20,088  | 06    | 1:21,948         |
| 05   | Thierry Boutsen    | Benetton-Ford   | 81     | 0      | + 1 Runde   | 10    | 1:21,793         |
| 06   | Ivan Capelli       | March-Judd      | 81     | 0      | + 1 Runde   | 09    | 1:21,526         |
| 07   | Pierluigi Martini  | Minardi-Ford    | 80     | 0      | + 2 Runden  | 14    | 1:22,888         |
| 08   | Andrea de Cesaris  | Rial-Ford       | 77     | 0      | DNF         | 15    | 1:21,677         |
| 09   | Stefan Johansson   | Ligier-Judd     | 76     | 0      | DNF         | 22    | 1:22,433         |
| 10   | Philippe Alliot    | Lola-Ford       | 75     | 0      | DNF         | 24    | 1:22,506         |
| 11   | Philippe Streiff   | AGS-Ford        | 73     | 0      | DNF         | 16    | 1:22,288         |
| –    | Piercarlo Ghinzani | Zakspeed        | 69     | 0      | DNF         | 26    | 1:26,100         |
| –    | Nigel Mansell      | Williams-Judd   | 65     | 0      | DNF         | 03    | 1:21,713         |
| –    | Alessandro Nannini | Benetton-Ford   | 63     | 0      | DNF         | 08    | 1:22,467         |
| –    | Stefano Modena     | EuroBrun-Ford   | 63     | 0      | DNF         | 20    | 1:22,935         |
| –    | Derek Warwick      | Arrows-Megatron | 52     | 0      | DNF         | 07    | 1:24,064         |
| –    | Eddie Cheever      | Arrows-Megatron | 51     | 0      | DNF         | 18    | 1:23,529         |
| –    | Maurício Gugelmin  | March-Judd      | 46     | 0      | DNF         | 19    | 1:23,727         |
| –    | Satoru Nakajima    | Lotus-Honda     | 45     | 0      | DNF         | 13    | 1:23,500         |
| –    | Luis Pérez-Sala    | Minardi-Ford    | 41     | 0      | DNF         | 21    | 1:23,195         |
| –    | Alex Caffi         | Dallara-Ford    | 32     | 0      | DNF         | 11    | 1:23,847         |
| –    | Gerhard Berger     | Ferrari         | 25     | 0      | DNF         | 04    | 1:21,900         |
| –    | René Arnoux        | Ligier-Judd     | 24     | 0      | DNF         | 23    | 1:25,095         |
| –    | Jonathan Palmer    | Tyrrell-Ford    | 16     | 0      | DNF         | 17    | 1:24,726         |
| –    | Oscar Larrauri     | EuroBrun-Ford   | 12     | 0      | DNF         | 25    | 1:24,777         |
| –    | Michele Alboreto   | Ferrari         | 0      | 0      | DNF         | 12    | –                |

## WM-Stände nach dem Rennen
Die ersten sechs des Rennens bekamen 9, 6, 4, 3, 2 bzw. 1 Punkt(e). Streichresultate sind in Klammern gesetzt. In der Fahrerwertung wurden die besten elf Resultate, in der Konstrukteurswertung alle Resultate gewertet.

### Fahrerwertung
| Pos. | Fahrer             | Konstrukteur    | Punkte   |
| ---- | ------------------ | --------------- | -------- |
| 01   | Ayrton Senna       | McLaren-Honda   | 90 (94)  |
| 02   | Alain Prost        | McLaren-Honda   | 87 (105) |
| 03   | Gerhard Berger     | Ferrari         | 41       |
| 04   | Thierry Boutsen    | Benetton-Ford   | 27       |
| 05   | Michele Alboreto   | Ferrari         | 24       |
| 06   | Nelson Piquet      | Lotus-Honda     | 22       |
| 07   | Derek Warwick      | Arrows-Megatron | 17       |
| 08   | Ivan Capelli       | March-Judd      | 17       |
| 09   | Nigel Mansell      | Williams-Judd   | 12       |
| 10   | Alessandro Nannini | Benetton-Ford   | 12       |
| 11   | Riccardo Patrese   | Williams-Judd   | 8        |
| 12   | Eddie Cheever      | Arrows-Megatron | 6        |
| 13   | Jonathan Palmer    | Tyrrell-Ford    | 5        |
| 14   | Maurício Gugelmin  | March-Judd      | 5        |
| 15   | Andrea de Cesaris  | Rial-Ford       | 3        |
| 16   | Pierluigi Martini  | Minardi-Ford    | 1        |
| 17   | Satoru Nakajima    | Lotus-Honda     | 1        |
| 18   | Yannick Dalmas     | Lola-Ford       | 0        |

| Pos. | Fahrer               | Konstrukteur  | Punkte |
| ---- | -------------------- | ------------- | ------ |
| 19   | Alex Caffi           | Dallara-Ford  | 0      |
| 20   | Martin Brundle       | Williams-Judd | 0      |
| 21   | Philippe Streiff     | AGS-Ford      | 0      |
| 22   | Luis Pérez-Sala      | Minardi-Ford  | 0      |
| 23   | Gabriele Tarquini    | Coloni-Ford   | 0      |
| 24   | Philippe Alliot      | Lola-Ford     | 0      |
| 25   | Stefan Johansson     | Ligier-Judd   | 0      |
| 26   | Julian Bailey        | Tyrrell-Ford  | 0      |
| 27   | Nicola Larini        | Osella        | 0      |
| 28   | René Arnoux          | Ligier-Judd   | 0      |
| 29   | Stefano Modena       | EuroBrun-Ford | 0      |
| 30   | Jean-Louis Schlesser | Williams-Judd | 0      |
| 31   | Bernd Schneider      | Zakspeed      | 0      |
| 32   | Oscar Larrauri       | EuroBrun-Ford | 0      |
| 33   | Piercarlo Ghinzani   | Zakspeed      | 0      |
| 34   | Adrián Campos        | Minardi-Ford  | 0      |
| 35   | Aguri Suzuki         | Lola-Ford     | 0      |

### Konstrukteurswertung
| Pos. | Konstrukteur    | Punkte |
| ---- | --------------- | ------ |
| 01   | McLaren-Honda   | 199    |
| 02   | Ferrari         | 65     |
| 03   | Benetton-Ford   | 39     |
| 04   | Arrows-Megatron | 23     |
| 05   | Lotus-Honda     | 23     |
| 06   | March-Judd      | 22     |
| 07   | Williams-Judd   | 20     |
| 08   | Tyrrell-Ford    | 5      |
| 09   | Rial-Ford       | 3      |

| Pos. | Konstrukteur  | Punkte |
| ---- | ------------- | ------ |
| 10   | Minardi-Ford  | 1      |
| 11   | Lola-Ford     | 0      |
| 12   | Dallara-Ford  | 0      |
| 13   | AGS-Ford      | 0      |
| 14   | Coloni-Ford   | 0      |
| 15   | Ligier-Judd   | 0      |
| 16   | Osella        | 0      |
| 17   | EuroBrun-Ford | 0      |
| 18   | Zakspeed      | 0      |